# Konrad Proche
Konrad Proche, O.Cist. (1664 nebo 1669, Česká Lípa – 7. ledna 1727, klášter Neuzelle) byl římskokatolický duchovní, člen cisterciáckého řádu a v letech 1703-1727 opat cisterciáckého kláštera v Neuzelle.

## Život
Narodil se v České Lípě a v mládí vstoupil do cisterciáckého opatství Neuzelle v Dolní Lužíci. Studoval teologii v Praze a v roce 1695 přijal kněžské svěcení. V Neuzelle pak působil postupně jako podpřevor a novicmistr. Dne 11. dubna 1703 byl zvolen v Neuzelle opatem a tuto volbu ještě téhož dne potvrdil generální vikář cisterciáckého řádu. Tehdy nutný císařský souhlas s výsledkem volby byl vydán téhož roku dne 22. května.
Opat Konrad se snažil pokračovat v díle svých předchůdců. Zároveň zahájil barokní přestavby celého kláštera, které mu vtiskly podobu, kterou si udržel de facto dodnes. Rovněž se snažil více zapojit mnichy z kláštera do pastorační péče o katolíky, rozptýlené v Dolní Lužici a Braniborsku mezi protestantskou většinou. Opatský úřad vykonával Proche téměř 24 let. Zemřel začátkem roku 1727 a byl pohřben v klášterním kostele v Neuzelle.